# Lichtenberg (Neuruppin)
Lichtenberg ist ein Ortsteil der Kreisstadt Neuruppin im Landkreis Ostprignitz-Ruppin in Brandenburg.

## Geografie
Der Ort liegt ca. 5 Kilometer südöstlich der Kernstadt Neuruppin an der Landesstraße L 167. Westlich erstreckt sich der 807 ha große Ruppiner See, östlich verläuft die L 164. Lichtenberg liegt auf einer Höhe von 60 m ü. NHN und der gesamte Ortsteil hat eine Ausdehnung von 12,9 km².

## Geschichte

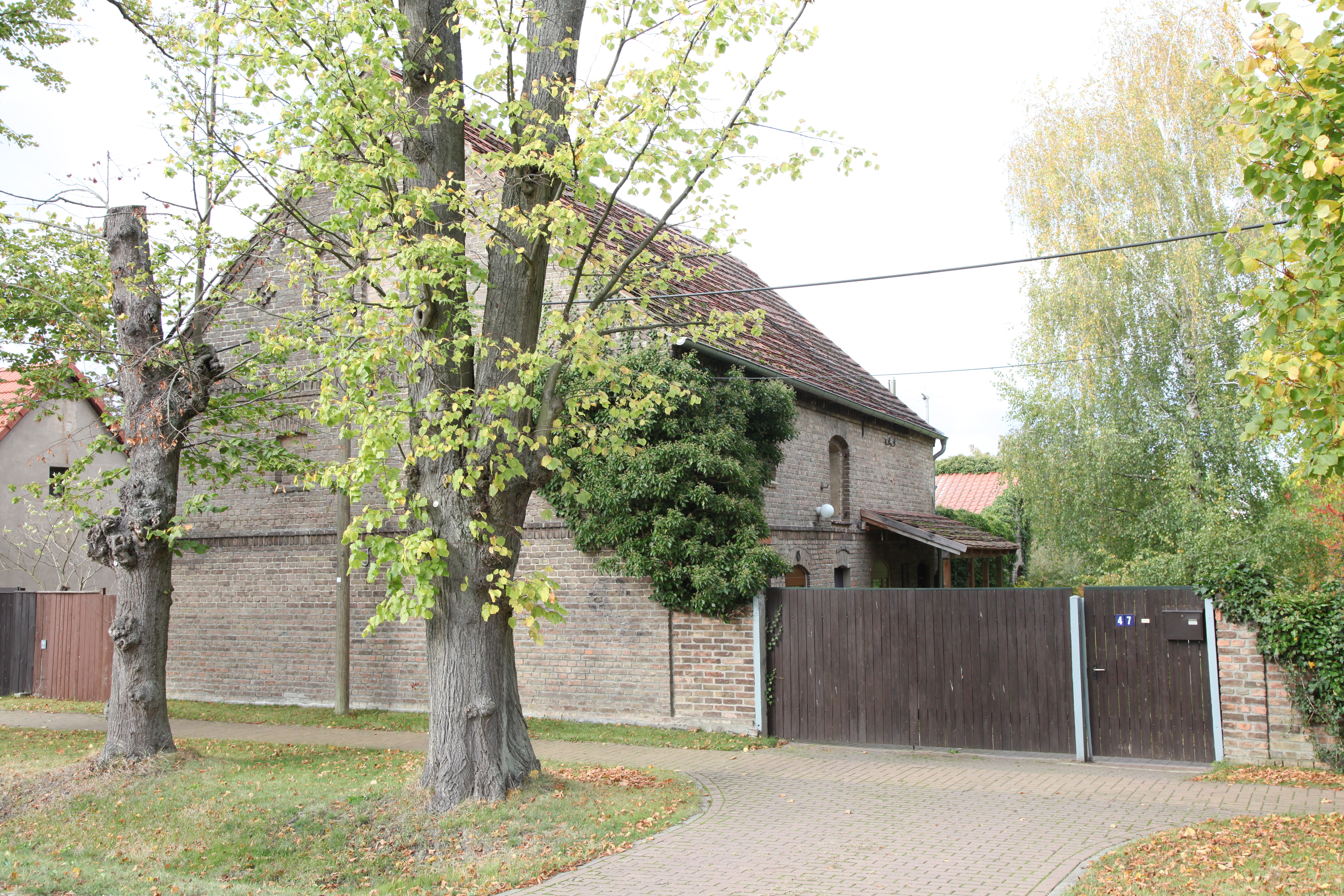
Lichtenberger Wohnhaus (Dorfstraße 47)

Der Ort wurde erstmals 1365 in Zusammenhang mit „Dominus Thidericus de Lichtenberg“ genannt. Lichtenberg ist als breites Straßendorf angelegt das in den Urkunden Lichtenberghe genannt wird  und gehörte, außer den Diensten die Gräflich waren, mit dem Patronatsrecht und der Gerichtsbarkeit zum Kloster Lindow. Im Jahre 1494 wird als Verwalter das Lehnschulzengutes Achim Leste genannt.
Bis ins Jahr 1541 gehörte Lichtenberg dem Kloster Lindow, bis 1764 zum Amt Lindow und danach bis 1872 zum Amt Alt Ruppin.
Im Jahre 1771 wird das Gut separiert und das Dorf besitzt 16 Ganzbauern (Vollhüfner) und 2 Ganzkossäten die 47 Hufen bewirtschaften. 2 Hufen besitzt die Pfarrei und 1 Hufe die Kirche.
Das gute Wiesenland bestand meist aus Zinswiesen im Wustrauer-, Redern- und Neukammer Luch.
Der Viehbestand zählt im Jahre 1798  244 Rinder, 66 Pferde, 904 Schafe und 85 Schweine. Ein junger dreißigjähriger Forst mit Kiefernwald mit 30 Morgen Fläche reichte für den Bedarf des Dorfes nicht aus.
Zu dieser Zeit hatte Lichtenberg 33 Wohnstätten (Feuerstellen) und unter den 200 Bewohnern gab es einen Schäfer, Schneider, Radmacher (Rademacher) und Schmidt, 4 Einlieger, 3 Leineweber und 2 Hirten.
Die Lichtenberger Pfarrei gehört zu dieser Zeit zur Inspektion Lindow und das Patronatsrecht hat der König inne.
In den Jahren 1731, 1749, 1750,  1759, 1766 und 1971 hatte der Ort durch Tierseuchen hohe Verluste im Viehbestand und am 18. Januar 1793 brannte ein Bauernhof ab.

### Dorfkirche Lichtenberg
Die Dorfkirche, ursprünglich in der zweiten Hälfte des 13. Jahrhunderts erbaut, ist ein Saalbau. Der eingebundene, verbretterte Turm trägt ein Pyramidendach, die Kirche hat ein Satteldach. Im Jahr 1846 wurde die Sakristei hinzugefügt und die Empore und das Gestühl eingebaut. Das Altarretabel stammt aus der zweiten Hälfte des 17. Jahrhunderts.

### Eingemeindungen

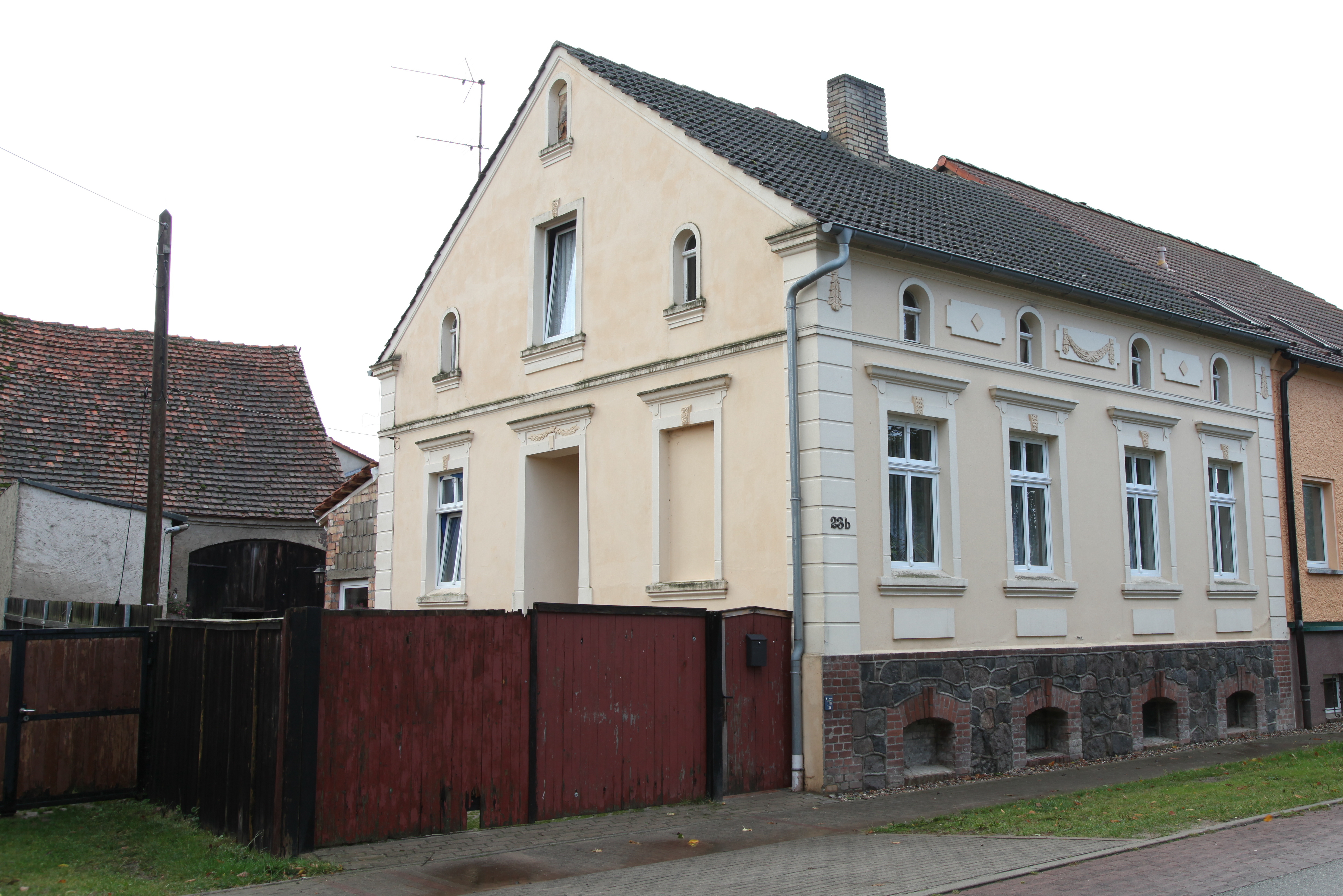
Ehemaliges Wohnhaus eines Kleinbauern Dorfstraße 23b

Am 6. Dezember 1993 wurde aus den Gemeinden Buskow, Gnewikow, Gühlen-Glienicke, Karwe, Krangen, Lichtenberg, Molchow, Nietwerder, Radensleben, Stöffin, Wulkow und Wuthenow sowie der Stadt Alt Ruppin die neue Stadt Neuruppin gebildet. Seither ist Lichtenberg ein Ortsteil der Stadt Neuruppin.

### Einwohnerentwicklung
| Jahr      | 1766 | 1785 | 1798 | 2017 |
| Einwohner | 182  | 204  | 200  | 177  |

### Historische Landwirtschaft
| Aussaat     | Weizen               | Roggen                | Gerste                 | Hafer                | Erbsen                | Wicken     | Hirse      | Kartoffeln            | Leinsamen   | Buchweizen  |
| Menge       | 2 Winspel 4 Scheffel | 17 Winspel 8 Scheffel | 16 Winspel 11 Scheffel | 7 Winspel 8 Scheffel | 2 Winspel 11 Scheffel | 2 Scheffel | 1 Scheffel | 5 Winspel 10 Scheffel | 13 Scheffel | 10 Scheffel |
| Tierbestand | Pferde               | Rinder                | Schweine               | Schafe               |                       |            |            |                       |             |             |
| Stück       | 66                   | 244                   | 85                     | 904                  |                       |            |            |                       |             |             |

## Sehenswürdigkeiten
- Wohnhaus (Dorfstraße 47a)
- Dorfkirche Lichtenberg

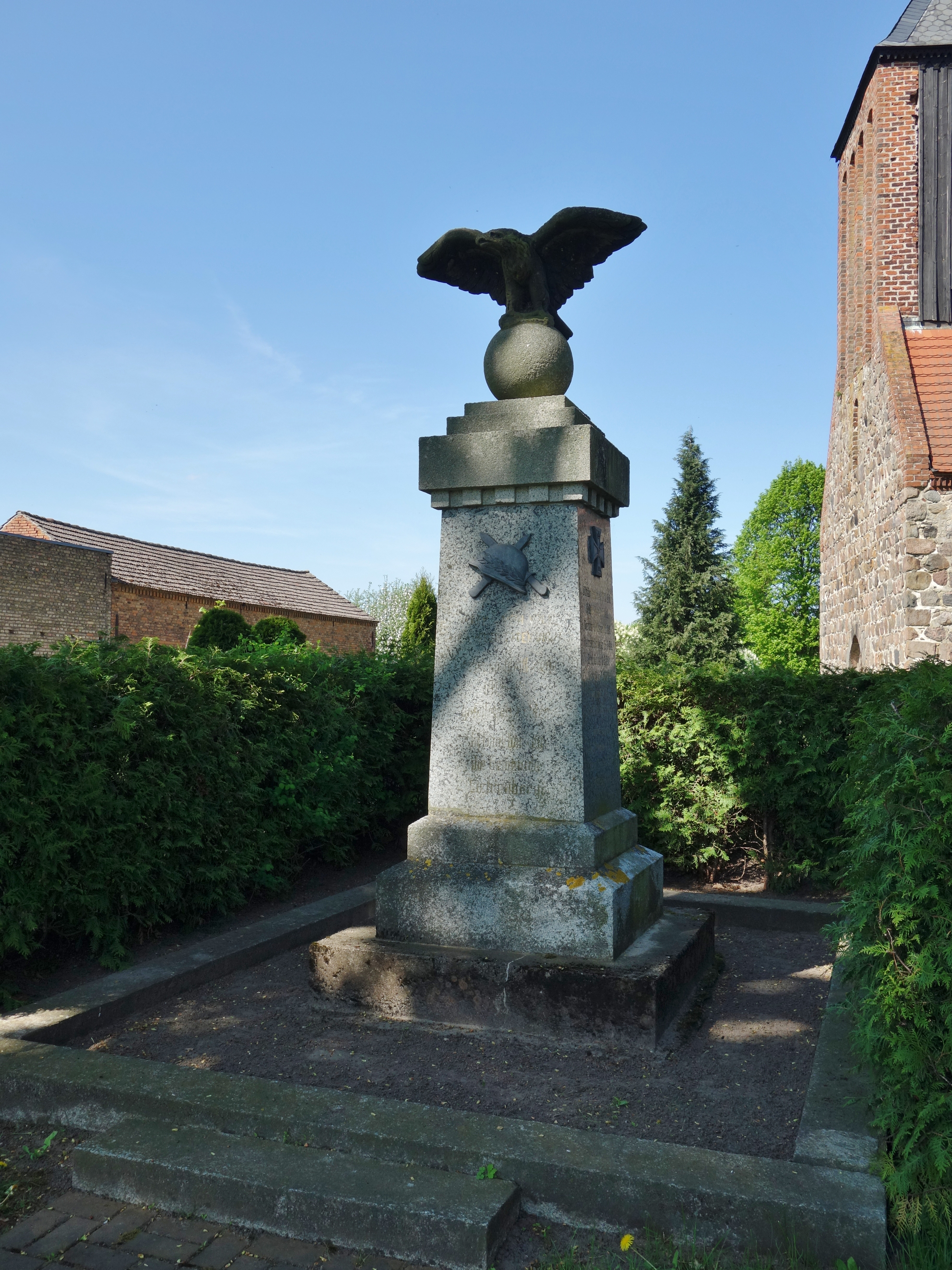
Gefallenendenkmal Lichtenberg (Neuruppin) 2018

- Gefallenendenkmals (Erster Weltkrieg)